# Lasius sitiens
Lasius sitiens es una especie de hormiga del género Lasius, tribu, Lasiini, orden Hymenoptera. Fue descrita por Wilson en 1955.

## Distribución
Se distribuye por México y Estados Unidos.

## Hábitat
Habita debajo de rocas, la hojarasca, nidos, en bosques de robles y pinos, laderas, pastizales y matorrales. Se ha encontrado a elevaciones de 1290-2945 metros.